# つるぎ町立紙屋小学校
つるぎ町立紙屋小学校（つるぎちょうりつ かみやしょうがっこう）は、かつて徳島県美馬郡つるぎ町半田字紙屋202にあった公立小学校。
生徒数の減少などの理由で1999年（平成11年）3月31日をもって休校し、同年4月1日につるぎ町立八千代小学校に統合された。

## 概要
- 国道192号線から県道258号線を半田川沿いに約10Kmほど上流へ行く。左岸の山伝いに設けられた70段の階段を上ると学校跡に出る。隣に幼稚園がある[1]。
- 校舎はプレハブ風の外観の2階建て校舎である[1]。
- 現在、校舎は残っている[1]。
- 校舎の使用は八千代地区持ち回りの「廻り踊り」の時だけである[1]。

## 沿革
- 1889年（明治22年） - 創立。
- 1889年（明治22年）10月1日 - 町村制施行により、美馬郡半田奥山村紙屋小学校と改称。
- 1917年（大正6年）7月4日 - 村名改称により八千代村紙屋小学校と改称。
- 1947年（昭和22年）4月1日 - 学制改革により、美馬郡八千代村紙屋小学校と改称。
- 1953年（昭和28年） - 旧校舎完成[1]。
- 1956年（昭和31年）3月30日 - 町村合併により、半田町立紙屋小学校と改称。
- 1983年（昭和58年） - 新校舎完成[1]。
- 1999年（平成11年）
  - 3月31日 - 児童数の減少により休校となる。
  - 4月1日 - つるぎ町立八千代小学校に併合された。
- 2005年（平成17年） - 町村合併により、つるぎ町立紙屋小学校と改称。

## 交通

### 最寄駅
- JR徳島線阿波半田駅